# Югославия на «Евровидении-1961»
Югославия дебютировала на конкурсе Евровидении 1961, проходившем в Каннах, Франция. Её представила Лилиана Петрович с песней «Neke davne zvezde», выступившая под номером 5. В этом году страна получила 9 очков, заняв девятое место. Комментаторами конкурса от Югославии в этом году стали Любомир Вукадиновия, Гордана Бонетти и Томаз Терчек.

## Национальный отбор[3]
| Номер | Передатчик  | Артист                         | Песня                  | Баллы | Место |
| ----- | ----------- | ------------------------------ | ---------------------- | ----- | ----- |
| 1     | RTV Любляна | Лилиана Петрович               | «Neke davne zvezde»    | 19    | 1-е   |
| 2     | RTV Любляна | Marjana Deržaj и Stane Mancini | «Kako sva si različna» | 6     | 5-е   |
| 3     | RTV Любляна | Jelka Cvetezar                 | «Črni klavir»          | 3     | 9-е   |
| 4     | RTV Загреб  | Иво Робич                      | «Pjesma o životu»      | 11    | 3-е   |
| 5     | RTV Загреб  | Gabi Novak                     | «Drage misli»          | 17    | 2-е   |
| 6     | RTV Белград | Лола Новакович                 | «Plave daljine»        | 9     | 4-е   |
| 7     | RTV Белград | Anica Zubović                  | «Sreća»                | 4     | 8-е   |
| 8     | RTV Белград | Джордже Марьянович             | «Reč il´ dve»          | 5     | 7-е   |
| 9     | RTV Загреб  | Duo Hani                       | «Obećaj mi to»         | 6     | 5-е   |

Первый национальный отбор прошёл 16 февраля 1961 года в Cirkus в Люблянском Словенском Национальном театре драмы. Ведущей стала Миланка Бавкон. Девять песен были отобраны из трёх региональных вещателей. Победитель избирался жюри, состоящем из 8 человек, по 1 представителю от каждой из 6 республик и двух от автономных областей. По результатам голосования победила Лилиана Петрович с песней «Neke davne zvezde».

## Страны, отдавшие баллы Югославии
Каждая страна имела жюри в количестве 10 человек, каждый человек мог отдать очко понравившейся песне.
| Отдали Югославии… | Отдали Югославии… | Отдали Югославии…                         |
| 3 балла           | 2 балла           | 1 балл                                    |
| ----------------- | ----------------- | ----------------------------------------- |
| Австрия           | Франция           | Великобритания Дания Нидерланды Швейцария |

## Страны, получившие баллы от Югославии
| 5 баллов | Люксембург                  |
| 2 балла  | Нидерланды                  |
| 1 балл   | Норвегия, Швейцария, Италия |